# La reina de las hadas
La reina de las hadas (título original en inglés, The Fairy Queen) es una semiópera con prólogo y cinco actos, con música de Henry Purcell y libreto en inglés anónimo, adaptación de la comedia de William Shakespeare "Sueño de una noche de verano". Se cree que el posible autor del mismo fue Thomas Betterton, junto al que Purcell trabajó en "Dioclesian". 
La primera audición tuvo lugar el 2 de mayo de 1692 en el Queen's Theatre de Dorset Garden en Londres. En España, años 70, se pudo escuchar en el Palacio de Congresos y Exposiciones de la calle General Perón en Madrid, local oficial de la Orquesta de RTVE, y se reestrenó el 23 de enero de 1987 en el Palacio de la Música Catalana de Barcelona, en versión de concierto; la primera versión escenificada fue el 9 de septiembre de 2002 en el Gran Teatro del Liceo de Barcelona.
La coreografía de las danzas fue provista por Josias Priest, quien también trabajó en "Dioclesian" y "Dido y Eneas". Purcell no adaptó el texto de Shakespeare a la música, sino que creó pequeñas mascaradas entre actos, al modo de un intermezzo italiano. Algunos de los textos fueron modernizados para aclarar su significado a la audiencia del siglo XVII. Las mascaradas están relacionadas con la música metafóricamente en lugar de literalmente: por ejemplo, la "Mascarada del himen" precede a los votos de la boda.

## Análisis y contexto
Luego del éxito de su ópera "Dido y Eneas", Purcell compuso "La reina de las hadas" en 1692. La comedia de Shakespeare tenía en esa época casi 100 años, por lo que los libretistas reformaron considerablemente el texto original para darle un aire "moderno". La necesidad de esto se ilustra con la siguiente cita, escrita como parte de una elegía al compositor después de su muerte, que muestra la baja estima que tenía la obra de Shakespeare, y cuán esencial era una adaptación para lograr el éxito:
| How was the Scene forlorn, and how despised     | "Qué escena abandonada y despreciada"                         |
| When Tymon, without Musick, moralize'd?         | "¿Cuándo Timon, sin música, moralizaba?"                      |
| Shakespears sublime in vain entic'd the Throng, | "El sublime Shakespeare sermoneaba en vano a las multitudes," |
| Without the charm of Purcels' Syren Song.       | "sin la dulzura del canto de sirenas de Purcell."             |

La tradición inglesa de la opereta requería que la música se introdujera únicamente en las escenas donde estaba involucrado el amor o lo sobrenatural: de ahí que Purcell creó introducciones musicales para todas las escenas. Originalmente el Acto I no contenía música, pero el enorme éxito de la obra hizo que cuando fue repuesta en 1693, Purcell agregara la escena del poeta borracho y dos canciones más ; "Ye gentle spirits of the air" y "The Plaint". Como ya se ha dicho, cada "masque" está relacionada sutilmente con la acción teatral de cada acto de forma metafórica. De esta manera tenemos Noche y sueño en el Acto 2, que es apto para el mismo ya que la comedia transcurre con los planes de Oberón de usar la flor "amor en enfermedad" para confundir a sus varias amantes, y es además apropiado para las figuras alegóricas de Secreto, Misterio y otras utilizadas en una noche de embrujo. 
El embrujo de Titania en el acto 3 se explica a sí mismo: la Reconciliación en el acto 4 también encaja ya que previamente se ha restaurado la paz tras el éxito de los planes de Oberón. El rapto paradisíaco chino del acto 5 está bien situado al igual que el epílogo triunfal de la comedia. Los "Act tunes" se compusieron para reemplazar las bajadas de telón, y las "First and Second Musick" se pensaron para tocar mientras la audiencia tomaba asiento. Después del primer acto, cada acto comienza con una corta sinfonía de 3 a 5 minutos.

## Historial de audiciones
Luego de la prematura muerte de Purcell, la consideración popular de su música entró en declive muy rápidamente: para 1730 su armonía ya era considerada "anticuada" , y "La reina de las hadas" y otras obras similares cayeron en el olvido. Sin embargo, el cambio de gustos no fue la única causa para el abandono de la obra: las voces empleadas se volvieron difíciles de conseguir. Un registro usado por Purcell era el de alto masculino, o contratenor, que luego desapareció de los escenarios debido probablemente al nacimiento de la ópera italiana y la interpretación por castrati, y posteriormente la ópera romántica con el rol predominante del tenor. El contralto masculino sobrevivió únicamente en la tradición eclesiástica de coros exclusivos de varones.
A pesar de todo, la música de Purcell se restableció por efecto de dos fenómenos coincidentes: un creciente interés en la música antigua y del período barroco, y la reaparición de los contratenores, gracias a pioneros como Alfred Deller y Russell Oberlin. El primero se dedicó a interpretaciones de Purcell, Dowland, Blow y hasta Haendel, mientras que el segundo complementó su trabajo tratando de lograr interpretaciones lo más auténticas posibles en relación con la época y las intenciones del compositor.
Todo esto ha llevado a "La reina de las hadas" a obtener creciente popularidad, efectuándose varias grabaciones, generalmente usando instrumentos musicales de época. El formato de la obra presenta problemas para los directores modernos, que deben decidir si presentar la música de Purcell dentro de la comedia original, que por su continuidad resulta demasiado larga. Cuando la audiencia jacobina pagaba por su entrada, esperaba cinco o seis horas de diversión a cambio, hecho que en definitiva explica la existencia del género semi-ópera. Esta opción es cuando menos difícil para la costumbre de una audiencia moderna. Como alternativa, es posible presentar la serie de danzas aisladas, que -sin embargo- corre el riesgo de resultar incoherente. En 1995 se grabó un video con la obra completa, producida por la Ópera Nacional Inglesa.
La reina de las hadas se representa poco; en las estadísticas de Operabase aparece la n.º 148 de las óperas representadas en 2005-2010, siendo la 14.ª en el Reino Unido y la segunda de Purcell, con 21 representaciones en el período.

## Argumento

### Acto I
Vamos, vamos, vamos, dejemos el Pueblo,

y en algún solitario lugar,

Donde la multitud y el ruido nunca fueron conocidos,

resolvámonos a pasar nuestros días.

En las sombras agradables sobre el césped

de noche nosotros yaceremos;

nuestros días en inofensivo juego pasaremos,

así pasarà el tiempo.
La primera escena musical transcurre luego que Titania ha abandonado a Oberón, después de una discusión sobre la tenencia de un joven indio. Dos de sus hadas cantan a las delicias del paisaje (" Vamos, vamos, vamos...". Un poeta borracho y tartamudo ingresa cantando "Fill up the bowl then". La tartamudez del personaje llevó a muchos a relacionarlo con una sátira a Thomas d'Urfey, pero es más factible que haya sido una burla para Elkanah Settle, a quien por un error biográfico se atribuyó durante mucho tiempo la autoría del libreto. Las hadas se burlan del borracho y lo echan de escena.

### Acto II
El segundo acto comienza luego que Oberón ha ordenado a Puck ungir los ojos de Demetrio con el elixir del amor. Titania y sus hadas entretienen a los presentes: el hada de la noche, del Misterio, del Secreto y del Sueño los arrullan y los llevan a sueños placenteros.

### Acto III
El tercer acto se inicia luego que Titania se ha enamorado de Bottom. Una ninfa canta sobre los placeres y tormentos del amor, y luego de varias danzas, Titania y Bottom se entretienen con las bromas tontas de dos granjeros, Corydon y Mopsa.

### Acto IV
Luego que Titania ha sido liberada de su encantamiento, el cuarto acto comienza con un corto divertimento para celebrar el cumpleaños de Oberón, pero la mayor parte es una mascarada para el dios Febo y las cuatro estaciones: primavera, verano, otoño e invierno.

### Acto V
Comienza luego que Teseo se ha enterado de la aventura de los amantes en el bosque, con la diosa Juno cantando un epitalamio, una ornamentada e italianizada aria, seguida por una mujer que canta la conocida "La pena" (The Plaint). Una pareja china entra cantando varias canciones describiendo al paraíso. Las mujeres convocan a Himen, el dios del matrimonio, a quien persuaden para bendecir la unión de todos los amantes fieles en el último baile.